# Kia Motors

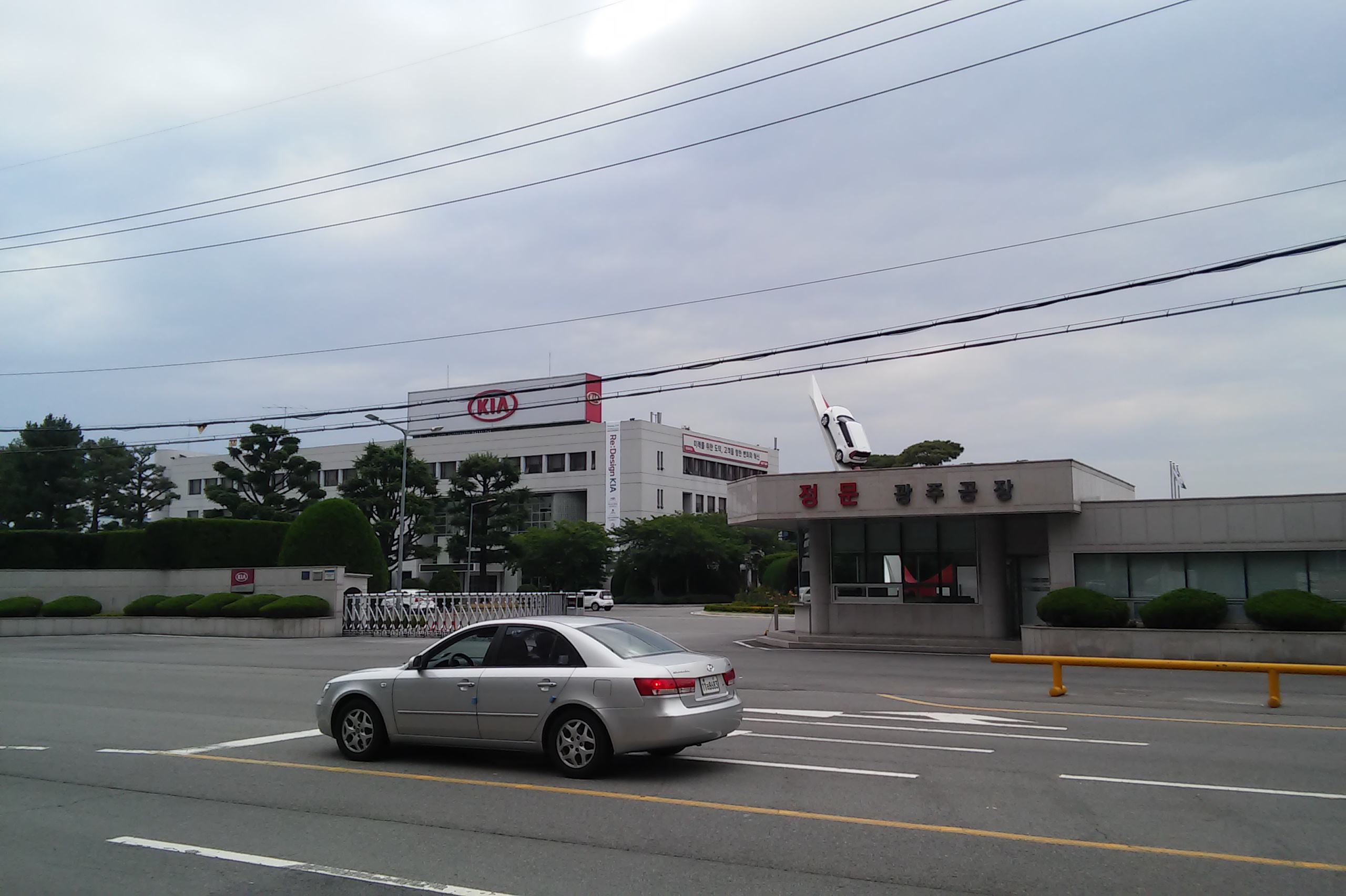
Fabrica de Coreea de Sud Kia Motors

Kia Motors Company (coreeană: 기아자동차) este un fabricant de mașini din Coreea de Sud. Fondat în 1944, Kia este cel mai vechi producător corean de mașini. În ultimii ani, Kia s-a bucurat de un mare ritm de creștere, și a devenit sponsorul principal al "Australian Open" și sponsor oficial al "Davis Cup" în lumea de tenis, la nivel mondial. Kia are în jur de 30,000 de angajați și venituri anuale peste 14 miliarde de USD.

## Istoric
Înființată în decembrie 1944, a fost membru al grupului Kia, din care a fost desemnat în 2003. Inițial, compania a fost numită KyungSung Precision Industry și numai în 1951 a fost numită KIA Industries. Activitatea principală a fost crearea de vehicule personale - biciclete și motociclete. Eliberarea camioanelor și a autovehiculelor a fost înființată abia în anii 1970. Cea de-a doua mașină a ieșit din linia de asamblare în 1988. În 1990, compania a primit un nou nume - KIA Motors Inc.
În 1998, compania s-a prăbușit în criza financiară, cauzată de un declin puternic al vânzărilor. Rezultatul a fost o pierdere de autonomie: Kia Motors a fost achiziționată de compania coreeană Hyundai Motor. În 1999 a fost înființat grupul Hyundai Kia Automotive. Apoi, aproape toate modelele de Kia sunt construite pe platforme identice de la Hyundai, iar pe piață vine mereu pe primul loc cu un model sub marca Hyundai, iar numai după asta pe aceeasi platforma apare și modelul sub marca Kia. 
În 2006, designerul german Peter Schreyer, fostul designer al mașinilor Audi și Volkswagen, a devenit designer-șef al Kia Motors.
Între 2008 și 2011, vânzările anuale ale Kia în lume au crescut cu 81% și au atins aproape 2,5 milioane de vehicule pe an.
În 1997, KIA a lansat primul său model de lux tracțiune spate, KIA Enterprise. Modelul a fost orientat în principal către piața internă a țării sale și nu a fost oficial furnizat altor piețe, deși este rar în CSI și în Orientul Mijlociu. 
În 2014, marca KIA a crescut deja pe locul 74 în clasamentul Interbrand, ajungând la o valoare estimată de 5,4 miliarde de dolari SUA, în timp ce procentul a crescut din nou cu 15%, depășind în mod semnificativ rata medie de creștere în clasamentul Top 100, 7%.

## Proprietari și management
Compania este deținută de Hyundai Motor Company. Acționari: Hyundai Motor (38,67%), Credit Suisse Financial (8,23%), angajați ai companiei (7,14%), Hyundai Capital (1,26%). Capitalizarea pe Korea Exchange la începutul lunii martie 2008 - 3,6 miliarde de dolari.

## În întreaga lume
Compania deține cinci fabrici de mașini din Coreea de Sud (inclusiv cea mai mare fabrică de asamblare a mașinilor din Ulsan), Turcia, America de Nord, China, India și altele. În decembrie 2006, a început să funcționeze o fabrică de automobile din Slovacia (Zilina) — «Kia Motors Slovakia». În 2009, a fost lansată o fabrică în Statele Unite (West Point, Georgia), cu o capacitate de 300.000 de mașini pe an.
Autoturismele companiei sunt vândute în 5.000 de reprezentanți auto din întreaga lume. Rețeaua de distribuție KIA Motors acoperă peste 190 de țări. În 2007, vânzările companiei au însumat 1.286.299 de autoturisme și 81.040 de camioane comerciale ușoare. Venitul pentru 2006 a fost de 21,6 miliarde de dolari (în 2005 - 16,5 miliarde de dolari), pierderile nete au fost de 317 milioane de dolari (în 2005 - profitul net de 700,4 milioane dolari). În 2010, vânzările companiei s-au ridicat la 2,13 milioane de vehicule. Venituri pentru 2010 - 20,9 miliarde dolari, profit net - 2,02 miliarde dolari. În 2013, vânzările companiei s-au ridicat la peste 2,746 milioane de automobile. Cel mai bine vândut model KIA este cel mai ieftin model Rio - în 2013, au fost vândute peste 470 de mii de automobile Rio.

## Modele
- Kia Cadenza
- Kia Carens
- Kia Carnival
- Kia Cee’d
- Kia Cee’d SW
- Kia Pro Cee’d
- Kia Cerato
- Kia Cerato Koup
- Kia Enterprise
- Kia Niro
- Kia Magentis
- Kia Mohave
- Kia Opirus
- Kia Optima
- Kia Pegas
- Kia Picanto
- Kia Provo[9]
- Kia Quoris
- Kia Rio
- Kia Roadster
- Kia Sorento
- Kia Spectra
- Kia Sportage
- Kia Soul
- Kia Venga
- Kia Sephia
- Kia Stinger
- Kia EV6
- Kia e-Soul
- Kia Niro EV
- Kia Niro HEV
- Kia Niro PHEV
- Kia XCeed
- Kia Ceed
- Kia Ceed GT
- Kia ProCeed
- Kia ProCeed GT
- Kia Ceed SW
- Kia Stonic
- Kia Rio
- Kia Picanto
- Kia Stinger
- Kia Sportage
- Kia Sportage HEV
- Kia Sportage PHEV
- Kia Sorento
- Kia Sorento HEV
- Kia Sorento PHEV